# Réseau Oranais de l'État

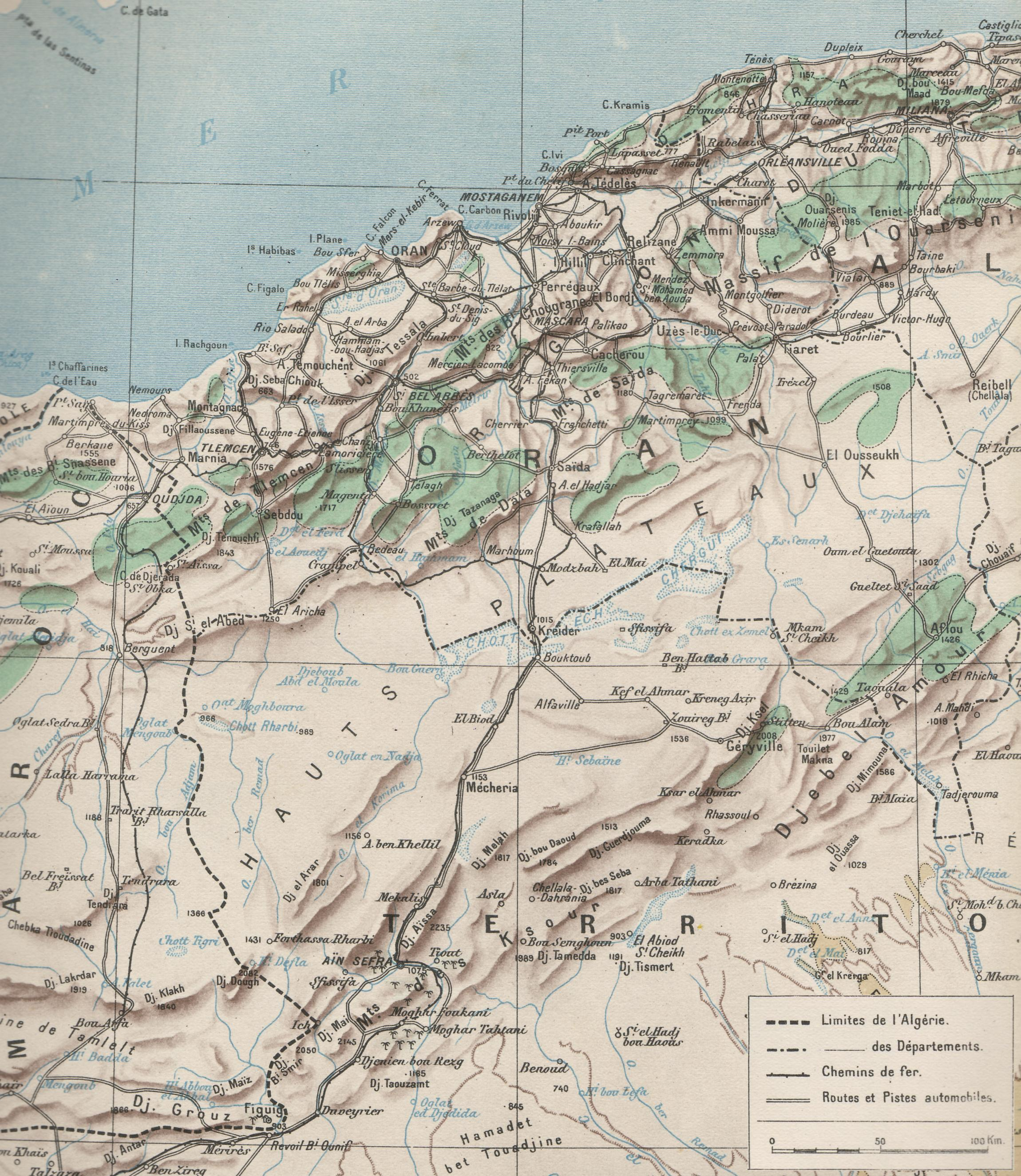
Le réseau autour d'Oran

Le Réseau Oranais de l'État est un réseau de chemin de fer construit par l'État français en Algérie entre 1916 et 1927 dans la région d'Oran. Toutes les lignes sont construites à l'écartement de 1055 mm.
Ce réseau complétait celui de la Compagnie franco-algérienne construit au même écartement. 

## Les lignes

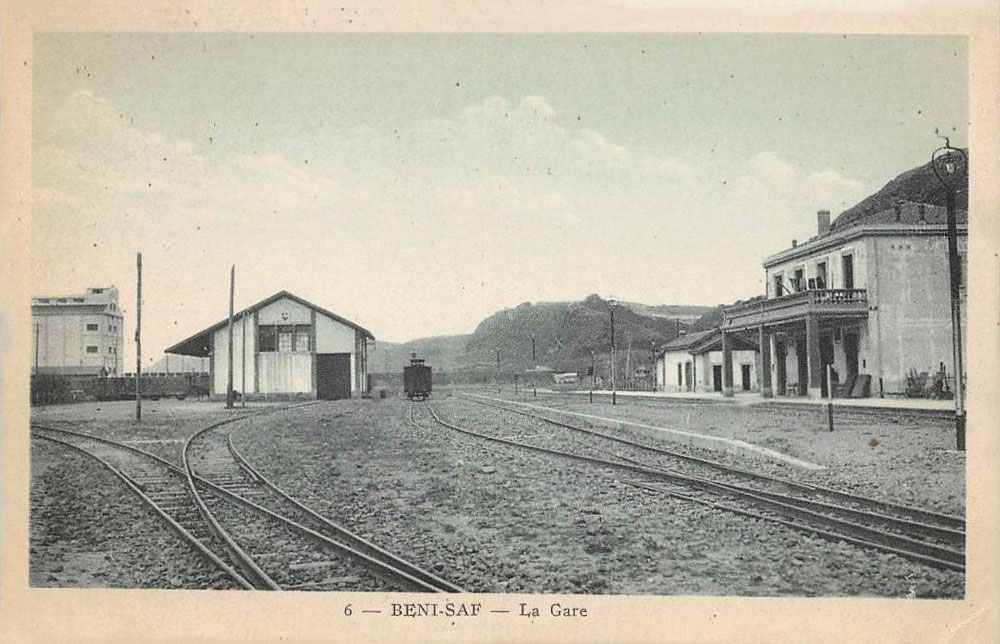
La gare de Béni Saf

- Relizane – Mechraa Sfa

Relizane – Zemmora  : (22,6 km), ouverture le 30 juin 1916,
Zemmora –  Mechraa Sfa :  (59,8 km), ouverture le 15 juillet 1925,
- Sidi-Bel-Abbès – Tizi

Sidi-Bel-Abbès – Mercier-Lacombe : (40,4 km), ouverture 3 août 1919
Mercier-Lacombe – Moulin-Cournut : (25,5 km), ouverture en mai 1926,
Moulin-Cournut – Tizi : (15,7 km), ouverture le 6 décembre 1919,
- Mascara - Uzès-le-Duc

Mascara - Palikao : (21,7 km), ouverture en juin 1925,
Palikao – Uzès-le-Duc : (43,8 km),ouverture le 15 mai 1927,
- Tlemcen – Béni Saf : (67,9 km), ouverture le 15 décembre 1924,
- Béchar – Kenadsa : (21,8 km), ouverture en février 1918, (prolongement de la ligne Arzeu - Ain Sefra - Béchar)

- Tiaret – Dahmouni : (17,2 km), ouverture le 15 mars 1921, (prolongement de la ligne Mostaganem - Tiaret)

La ligne allant de Tlemcen à Béni Saf disparait le 5 octobre 1947. Les lignes de Relizane – Mechraa Sfa, Mascara - Uzès-le-Duc et Sidi-Bel-Abbès – Tizi, ferment le 27 mars 1954. La section Béchar – Kénadza est mise à voie normale le 30 janvier 1942 et fonctionne encore.